# Tjóðskjalasavnið
Tjóðskjalasavnið (Nationalarkivet) er en færøsk offentlig institution i Tórshavn, der bevarer dokumenter og ordrer af historisk, administrativ og juridisk værdi. Formålet med dette er, at offentligheden, dvs. borgere, myndigheder og forskere, på en ordnet og sikker måde kan få adgang til det pågældende materiale, hvis de har brug for det.
Instituttet opererer i overensstemmelse med arkivloven, ændret ved lov nr. 63 af 30. april 2018.
Tjóðskjalasavnið bestemmer, hvilke dokumenter og ordrer fra offentlige myndigheder, der skal bevares på lang sigt. I den forbindelse har arkivet et overordnet tilsyn med registrering i den offentlige sektor og bestemmer, hvilke dokumenter og ordrer disse myndigheder skal udlevere. Det har også beføjelse til at kræve bevarelse af private dokumenter/ordrer i særlige tilfælde. Når materialet udleveres, sørger arkivet for adgang til dette dokumentariske materiale. Hvis dokumenterne indeholder (følsomme) personoplysninger, vil der kun blive givet adgang i særlige tilfælde i overensstemmelse med arkivlovens bestemmelser.
Tjóðskjalasavnið har to hjemmesider. Den ene hjemmeside, www.skjalasavn.fo, har til formål at beskrive institutionen som helhed og fremme kommunikationen med myndighederne og borgerne. Den anden hjemmeside, www.history.fo, hvor de mest efterspurgte dokumenter er tilgængelige. Arkivet har også en læsesal på V.U. Hammershaimbsgøta 11, Tórshavn, hvor det er muligt at se en oversigt over, og muligvis få adgang til, andre dokumenter og arkiver. - Det er også muligt at ansøge om adgang til dokumenter, der ikke er direkte tilgængelige via Vangan
Arkiverne, der bevares af Nationalarkivet, dokumenterer i ord, billeder og digte Færøernes historie, begivenheder og personer, både kendte og ukendte og dermed bevares informationernr om næsten alle færinger. Ideen bag dette er, at det skal være muligt for alle mennesker at finde dokumentarisk bevismateriale om deres fortid, eller for alle myndigheder at gengive de nødvendige oplysninger til en retfærdig rettergang, eller for forskere at søge så meget materiale, som de har brug for til deres forskning. Adgang til dokumenter og information sker på en organiseret og sikker måde, blandt andet således at den enkelte borgers privatliv samtidig beskyttes.
De ældste dokumenter i Nationalarkivet er mere end 700 år gamle, mens de yngste dokumenter er omkring 5 år gamle. Den ældste sammenhængende serie af dokumenter er fra 1615 og slutter engang i 1800-tallet, er de såkaldte tingbøkurnar. Fra engang i midten af 1700-tallet eller begyndelsen af 1800-tallet stiger mængden af dokumentationer. Fra 1900-tallet er mængden af analoge dokumentationer mangedoblet. Da den færøske offentlige forvaltning blev digitaliseret, i 1990'erne, er mængden af informationer steget.
Færøernes Nationalarkiv bevarer ikke kun papir, men også dokumenter, der er af digital oprindelse. De digitale dokumenter er vanskeligere at bevare end papir og skal være en del af en aktiv bevaringsindsats for at de kan læses og bruges i fremtiden..

## Historie
Oprindeligt var der ingen lov, der krævede, at nogen institution eller myndighed på Færøerne skulle opbevare deres dokumenter. På trods af dette skulle f.eks. tinget/registratoren, den kongelige monopolhandel, fogden osv. langtidsbevare nogle af sine dokumenter. Da den kongelige monopolhanel blev afskaffet i 1856, blev det besluttet, at et rum på Tinganes skulle bruges som et "Lager for Førøerns Offentlige Arkiv". I slutningen af 1800-tallet blev det dog besluttet at sende dokumenterne til Rigsarkivet i København, men af politiske årsager kom dokumenterne igen tilbage til Færøerne, da 'Færø Amts Arkiv' blev oprettet i 1932, og blev opbevaret i sale i Torshavn sammen med 'Færø Amts Bibliotek' i 90 år. Den første færøske rigsarkivar var Anton Degn. I april 1926 tog han til Danmark for at lære om arkivarbejde, og han var der i 6 år med støtte fra Undervisningsministeriet, Lagtinget og Carlsbergfondet.
I 1952 blev institutionen, sammen med Færøernes Nationalbibliotek, overtaget som en færøsk institution og ændrede navn til Føroya Landsskjalasavn. Året før, i 1951, blev Páll Nolsøe udnævnt til nationalarkivar og direktør for instituttet.
I 1974 blev instituttet indrettet i en ny bygning på V.U. Hammershaimbsgata 11 i Torshavn. De nye haller blev indrettet med mere moderne opbevaring, med såkaldte kompakte spoler og et mere sikkert rammeværk.
I 1990 underskrev regeringen en aftale med det danske statsministerium om statsarkiver på Færøerne. Aftalen formaliserede den allerede eksisterende praksis for, at myndighederne på Færøerne afleverer deres dokumenter til Færøernes Nationalarkiv, som nu skulle udføre opgaver over for disse institutioner på vegne af Rigsarkivet.
Efter flere år omkring årtusindskiftet med adskillige midlertidigt udnævnte rigsarkivarer, blev Sámal Tróndur Finnsson Johansen, historiker og geograf, udnævnt til rigsarkivar den 1. januar 2003.
Fra omkring 2005 begyndte Tjóðskjalasavnið at lede efter en måde at bevare digitalt materiale på.
Den 1. januar 2011 blev de fem nationale institutioner slået sammen til én institution. De var: Færøernes Nationalbibliotek, Nationalarkivet, Færøernes Naturmuseum, Marinbiologiske Forsøgsstation og Færøernes Nationalmuseum. I 2017 blev Nationalmuseet igen opdelt i tre institutioner, Nationalmuseet og Nationalbiblioteket blev igen selvstændige institutioner, mens museerne, Naturhistorisk Museum, Arkæologisk Museum og en del af den marinbiologiske forsøgsstation fusionerede til museums- og antikvariske aktiviteter og blev omdøbt til Færøernes Nationalmuseum.
I 2018 ændrede Føroya Landsskjalasavn navn til Tjóðskjalasavnið.